# 為了愛～for love, for a child～/ 瞬間永恆
『為了愛～for love, for a child～ / 瞬間永恆』（日語：愛のために 〜for love, for a child〜/瞬間エターナル）是日本團體放浪兄弟及放浪二勢力的共推單曲，由rhythm zone於2020年1月1日發行。

## 日本的發行版本
- CD
- CD+DVD

## 收錄曲目

### CD
1. 為了愛～for love, for a child～ / EXILE
作詞：ATSUSHI / 作曲：MATS LIE SKARE、SHOKICHI
  - 東建コーポレーション「ホームメイト」廣告歌[2]
  - 日本電視台『スッキリ』2020年1月份片尾曲
  - 第一生命グループ 廣告歌[3]
  - 九州朝日放送『ドォーモ』2020年1月份片尾曲
2. 瞬間永恆 / 放浪二勢力
作詞：SHOKICHI / 作曲：SKY BEATZ、CHRIS HOPE、SHOKICHI
  - 青山洋服「AOYAMA PRESTIGE TECHNOLOGY」「Suits&Coat Basket」篇廣告歌[4]
  - EXILE THE SECOND×Abarth 宣傳歌曲[5]
3. 為了愛～for love, for a child～（instrumental）
4. 瞬間永恆（instrumental）

### DVD
1. 為了愛～for love, for a child～（Music Video）
2. 瞬間永恆（Music Video）

## 外部リンク
- 「LDH PERFECT YEAR 2020」★第1弾リリース★ Split Single EXILE / EXILE THE SECOND「愛のために ～for love, for a child～ /瞬間エターナル」発売！！ | EXILE mobile （页面存档备份，存于）

## 備註
1. ↑  . Billboard JAPAN.   [2020-03-17]. （原始内容存档于2020-11-16）.
2. ↑  . EXILE Official Website (rhythm zone). 2019-12-19  [2019-12-24]. （原始内容存档于2021-03-08）.
3. ↑  . LDH. 2020-01-14  [2020-01-14]. （原始内容存档于2020-08-10）.
4. ↑   (PDF) (新闻稿). 青山商事. 2019-10-11  [2019-12-24]. （原始内容存档 (PDF)于2019-10-14）.
5. ↑   (新闻稿). PR TIMES. 2019-11-09  [2019-12-24]. （原始内容存档于2020-08-08）.